# Melarhaphe neritoides
Sentinelle des rochers
Espèce
Melarhaphe neritoides, appelée la Sentinelle des rochers ou la Littorine bleue, est une espèce de mollusques gastéropodes de la famille des Littorinidae.

## Description et habitat
- Coquille turbinée[1] à apex pointu, de 3 à 4 mm de long (rarement 9 mm) pour 2 à 3 de large, très fragile, de surface lisse, de couleur gris-bleuté lorsqu'elle est sèche ou noire lorsqu'elle est humide.
- Ce petit gastéropode vit dans les hauts niveaux des estrans rocheux naturels ou artificiels jusqu'au-delà de la limite de pleine mer (crevasses et anfractuosités des rochers de l'étage supralittoral, et haut de l'étage médiolittoral lors de grandes périodes de mer calme, s'abritant notamment dans des carapaces de balanes vides). Herbivore, il broute avec sa radula les roches incrustées d'algues bleues et de lichens (Verrucaria sp., Lichina sp.)[2].

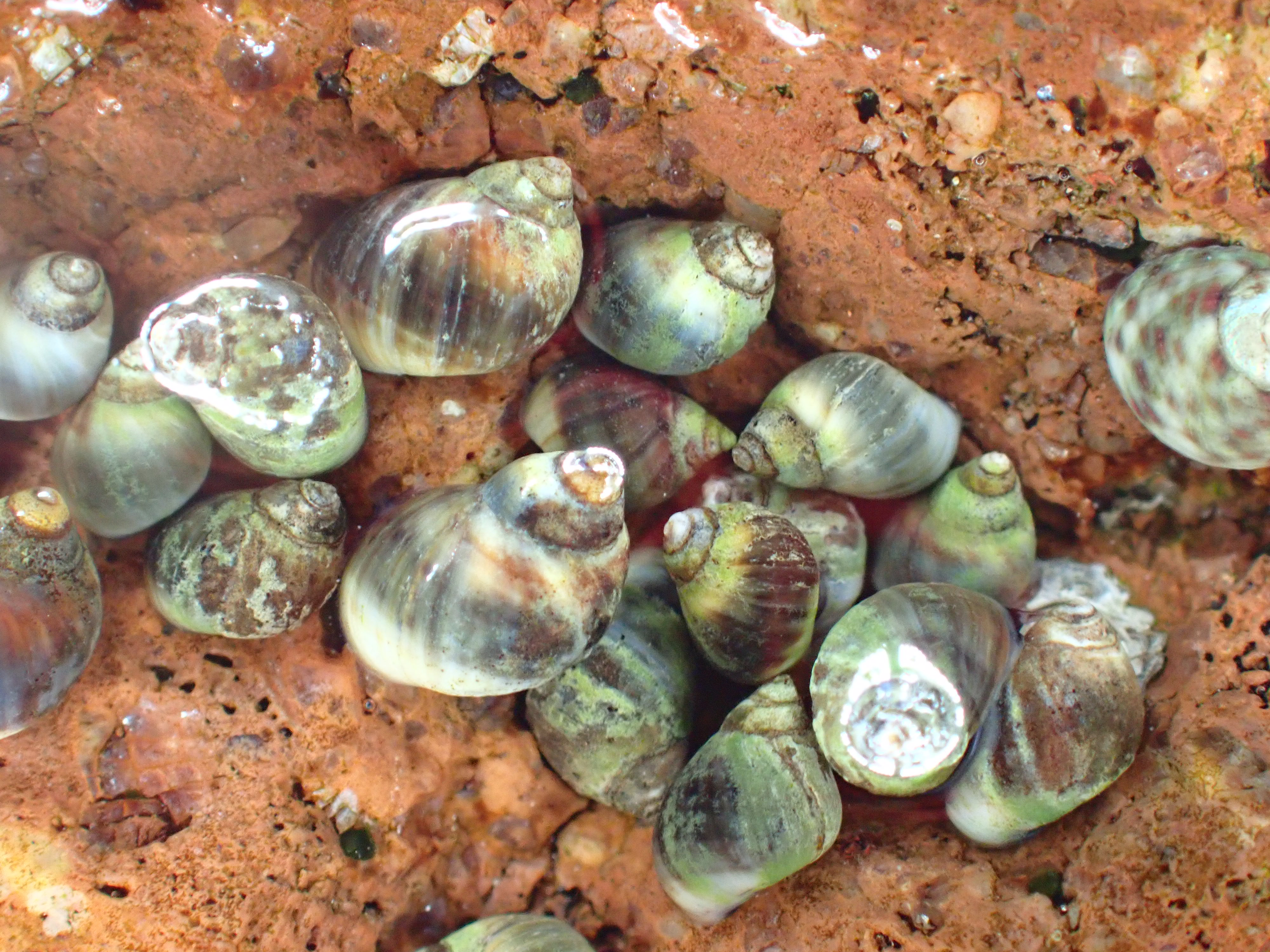
Individus dans leur milieu naturel, l'estran.

## Systématique
Le nom valide complet (avec auteur) de ce taxon est Melarhaphe neritoides (Linnaeus, 1758).
L'espèce a été initialement classée dans le genre Turbo sous le protonyme Turbo neritoides Linnaeus, 1758.
Melarhaphe neritoides a pour synonymes :
- Helix littorina Delle Chiaje, 1828
- Helix petraea Montagu, 1803
- Littorina basterotii Payraudeau, 1826
- Littorina dispar (Montagu, 1816)
- Littorina insularum Locard, 1891
- Littorina neritoides var. major Pallary, 1900
- Littorina neritoides (Linnaeus, 1758)
- Littorina petraea (Montagu, 1803)
- Melaraphe neritoides (Linneaus, 1758)
- Melarhaphe induta (Westerlund, 1898)
- Paludina glabrata C.Pfeiffer, 1828
- Paludinella littorina (Delle Chiaje, 1828)
- Tricolia rissoi Audouin, 1826
- Turbo caerulescens Lamarck, 1822
- Turbo dispar Montagu, 1816
- Turbo neritoides Linnaeus, 1758
- Turbo tricolor Risso, 1826